# Бернхард I фон Вьолпе
Бернхард I фон Вьолпе (на немски: Bernhard I von Wölpe; на латински: Bernhardus comes de Wilepe; † сл. 1185) е граф на Вьолпе.

## Произход
Той е най-възрастният син на граф Айлберт фон Вьолпе († сл. 1162) и съпругата му Аделхайд? фон Васел. Брат е на Айлберт II, Йохан и Бия, омъжена I. за граф Вернер фон Хаген, II. за Арнолд фон Дорщат († 15 февруари 1189).

## Фамилия
Бернхард I се жени за Рихенза, дъщеря на Изо. Te имат децата:
- Айлберт III
- Бернхард II (1176 – 1221), граф на Вьолпе, женен I. за София Дасел († сл. 1215), II. за Кунигунда фон Вернигероде († сл. 1259)
- Изо (1167 – 1231), епископ на Ферден (1205 – 1231)
- дъщеря, омъжена за Фридрих фон Ло
- Аделхайд, омъжена за Йохан I фон Брюнингхаузен